# 1075
- Wikisource

| Calendário gregoriano                                                        | 1075 MLXXV                                           |
| Ab urbe condita                                                              | 1828                                                 |
| Calendário arménio                                                           | 524 – 525                                            |
| Calendário bahá'í                                                            | -769 – -768                                          |
| Calendário budista                                                           | 1619                                                 |
| Calendário chinês                                                            | 3771 – 3772 Início a 19 de janeiro (aproximadamente) |
| Calendário copta                                                             | 791 – 792                                            |
| Calendário etíope                                                            | 1067 – 1068                                          |
| Calendários hindus - Vikram Samvat - Calendário nacional indiano - Cáli Iuga | 1130 – 1131 996 – 997 4175 – 4176                    |
| Calendário Holoceno                                                          | 11075                                                |
| Calendário islâmico                                                          | 467 – 468                                            |
| Calendário judaico                                                           | 4835 – 4836                                          |
| Calendário persa                                                             | 453 – 454                                            |
| Calendário rúnico                                                            | 1325                                                 |
| Calendário solar tailandês                                                   | 1618                                                 |

1075 (MLXXV, na numeração romana) foi um ano comum do século XI do Calendário Juliano, da Era de Cristo, e a sua letra dominical foi D (53 semanas), teve início a uma quinta-feira e terminou também a uma quinta-feira.
No território que viria a ser o reino de Portugal estava em vigor a Era de César que já contava 1113 anos.
| Ano completo                        |
| ----------------------------------- |
| Ano comum com início à quinta-feira |

## Nascimentos
- Henrique IX, duque da Baviera, faleceu em Ravensburg a 13 de Dezembro de 1126.
- Pedro Froilaz de Trava m. 1128, conde de Trava.
- Guelfo II de Baviera,  m. 1120, Duque da Baviera.

## Mortes
- 22 de Abril - Guido I de Albon, conde de Oisans, Grésivaudan e de Briançonnais (n. 1000).
- 19 de Dezembro - Edite de Wessex, Rainha Consorte de Inglaterra entre 1045 e 1066 (n. 1029).
- Richeza da Polônia, Rainha da Hungria (n.1013)